# Uzooma Okeke
Pour les articles homonymes, voir Okeke.
Uzooma Okeke (né le 3 septembre 1970) est un joueur américain de football canadien et de football américain, membre du Temple de la renommée du football canadien.

## Carrière scolaire
Uzooma Okeke a joué pour la Garland High School de Garland, ville de la banlieue de Dallas au Texas. Il a par la suite fréquenté l'Université méthodiste du Sud (Southern Methodist University) où il a brillé pour les Mustangs sous la direction de Forrest Gregg.

## Carrière professionnelle
En 1994, il est recruté par son ancien entraîneur Forrest Gregg pour faire partie de la nouvelle franchise des Pirates de Shreveport, avec lesquels il joue pendant deux ans. Lorsque l'équipe est dissoute en 1996, il est repêché par les Alouettes de Montréal mais est libéré avant le début de la saison. Il se joint alors aux Rough Riders d'Ottawa avec lesquels il joue la saison 1996. Cependant les Rough Riders ferment également leurs portes à l'issue de la saison, et les Alouettes le récupèrent alors lors du repêchage de dispersion. Il jouera à Montréal pour le reste de sa carrière, soit 10 saisons.
Dès sa première saison, Okeke est choisi sur l'équipe d'étoiles de la ligue, honneur qu'il récoltera six autres fois. En 1999 il obtient le trophée du meilleur joueur de ligne offensive de la LCF. 
À la fin de 1999, Okeke veut tenter sa chance dans la NFL. Il obtient un essai avec les Dolphins de Miami en décembre, et obtient des offres de contrat des Bears de Chicago et des Buccaneers de Tampa Bay. Il accepte l'offre des Bears et participe au camp d'entraînement, mais est libéré juste avant la saison régulière et revient compléter la saison 2000 avec les Alouettes. 
Durant la saison 2006, Okeke commence à éprouver des ennuis de santé. Lors d'un match à Winnipeg, il est laissé sur le banc, ce qui mettait un terme à une série de 209 matchs consécutifs en saison régulière. Au camp d'entraînement de 2007, Okeke sait que ses chances de rester dans l'équipe sont minces, et en juin les Alouettes le libèrent. Quelques jours plus tard, il accepte de rester dans l'organisation à titre de dépisteur. 
Uzooma Okeke a participé cinq fois à la finale de la coupe Grey et l'a remportée en 2002.

## Après sa carrière
Depuis 2007 Uzooma Okeke est dépisteur pour les Alouettes. En 2017 il porte le titre de Directeur adjoint du dépistage professionnel et universitaire. Il demeure au Texas avec sa femme Tracey et ses deux filles Cayla et Lauren.

## Trophées et honneurs
- Équipe d'étoiles de la division Est : 1997 à 1999, 2002-2005[10]
- Équipe d'étoiles de la Ligue canadienne de football : 1997 à 1999, 2002-2005
- Meilleur joueur de ligne offensive de la LCF : 1999
- Trophée Léo-Dandurand (meilleur joueur de ligne offensive de la division Est) : 1998, 1999, 2004
- Intronisé au Temple de la renommée du football canadien en 2014.